# Alexandre (filho de Herodes)
Alexandre (ca. 35 a.C. — ca. 7 a.C.) foi um filho de Herodes, o Grande e de sua segunda esposa, Mariana.

## Biografia
Alexandre foi educado em Roma, na corte de Augusto, junto com seu irmão Aristóbulo IV.
Alexandre casou-se com Glafira, a filha de Arquelau, rei da Capadócia, e teve três filhos, dos quais conhece-se o nome de Alexandre e Tigranes.
Ao retornarem a Jerusalém, em 12 a.C., os dois irmãos, Alexandre e Aristóbulo IV, se envolveram em intrigas palacianas, sendo acusados pelo pai de alta traição e executados (7 a.C.).
Seu filho Tigranes foi rei da Arménia, mas foi acusado em Roma, e morreu sem filhos. Seu outro filho Alexandre foi o pai de outro Tigranes, que foi posto como rei da Arménia por Nero.

## Genealogia
- Pais: Herodes o Grande e Mariana
- Irmãos (plenos):  Aristóbulo IV, Salimpsio, Cipros.
- Filhos:: Alexandre, Tigranes V da Arménia